# Arthur Fonjallaz
Arthur Fonjallaz (Prilly, 2 de janeiro de 1875 - 24 de janeiro de 1944) foi um político, militar e militante fascista suiço.

## Biografia
Após fundar em Roma (1933) a Federação fascista suiça, vira-se contra a franco-maçonaria: tenta modificar a Constituição suiça para proibir a franco-maçonaria através de uma iniciativa popular, mas perde por votação.
Em dezembro de 1934 participa do Congresso internacional fascista de Montreux.
Em 1943 é condenado por espionagem a favor do Terceiro Reich alemão. Dois anos mais tarde é libertado sob caução.